# ابوشکر
روستای ابوشکر از روستاهای دهستان مینوبار در بخش اروندکنار شهرستان آبادان، در استان خوزستان است. بر اساس سرشماری عمومی نفوس و مسکن (۱۳۹۵) تعداد ساکنان روستای ابوشکر، ۱۰۰۲ نفر، شامل ۵۱۰ مرد و ۴۹۲ زن بوده‌است. شمار خانوارهای این روستا ۲۸۲ خانوار می‌باشد.  نتایج سرشماری سال ۱۳۸۵ حاکی از وجود ۳۳۵ مرد و ۳۱۶ زن و در مجموع ۶۵۱ فرد باسواد در این روستا است. شمار بی‌سوادان روستای ابوشکر، ۱۲۵ نفر شامل ۵۰ مرد و ۷۵ زن بی‌سواد بوده‌است.